# Michail Dmitrijewitsch Butin

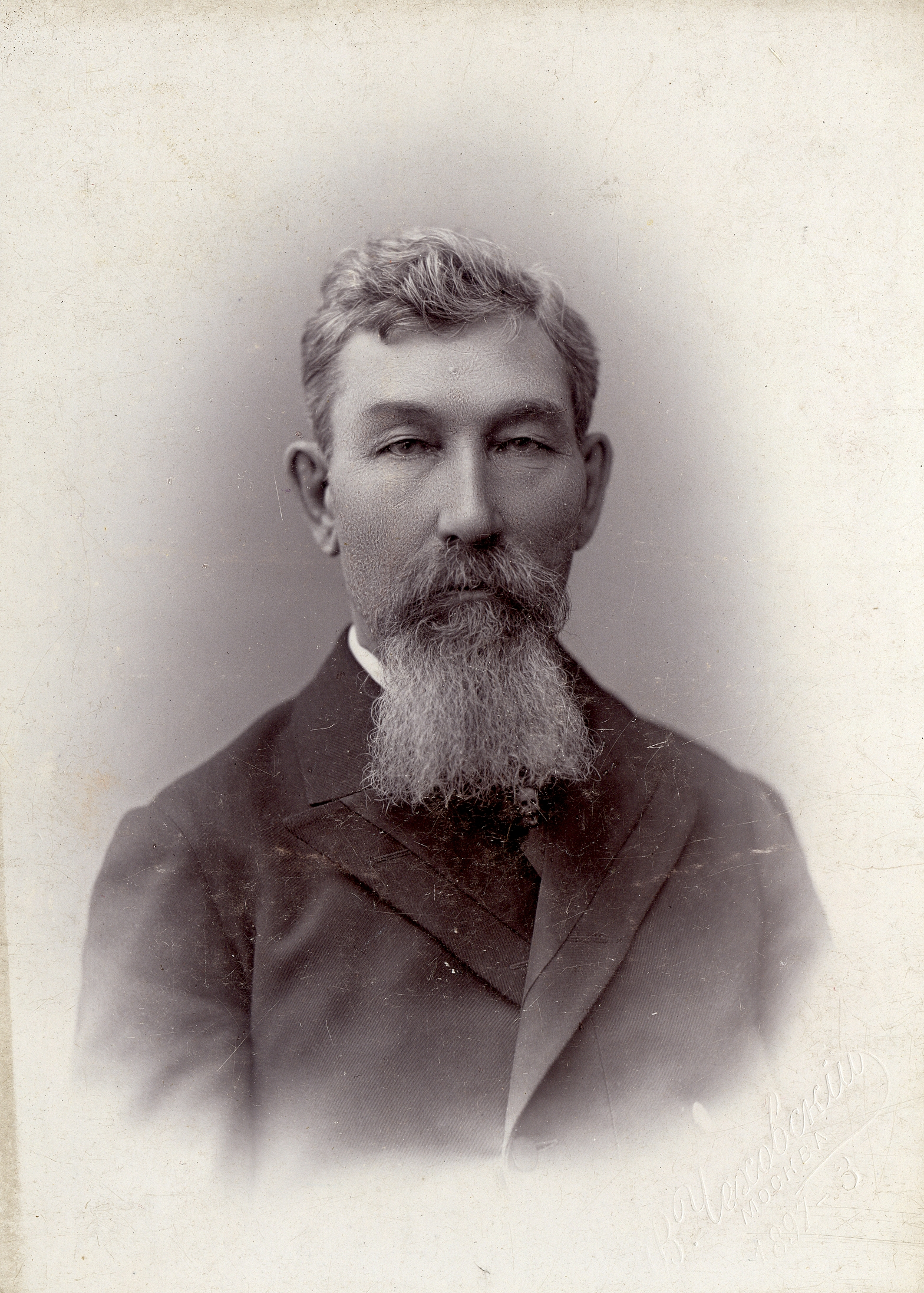
Michail Dmitrijewitsch Butin (1906)

Michail Dmitrijewitsch Butin (russisch Михаил Дмитриевич Бутин; * 23. Oktoberjul. / 4. November 1835greg. in Nertschinsk; † 7. Apriljul. / 20. April 1907greg. ebenda) war ein russischer Kaufmann der 1. Gilde, Unternehmer und Mäzen.

## Leben
Butin besuchte die Nertschinsker Bezirksschule und arbeitete dann als Angestellter der Nertschinsker Unternehmerfamilie Kandinski. Er bildete sich selbst fort und reiste in Russland, nach Westeuropa und Amerika.
1866 gründete Butin mit seinem Bruder Nikolai die Firma Handelshaus der Brüder Butin. Der Firma gehörten ein Stahlwerk, eine Salzsiederei, 3 Brennereien und etwa 50 Goldfelder in den Oblasts Transbaikalien, Amur und Primorski. Die Butins handelten erfolgreich mit Brot und Manufakturwaren. Sie organisierten die Suche nach neuen Lagerstätten, bauten Bergwerke auf und führten neue Methoden für die Prospektion und den Abbau von Gold ein.
In den 1860er Jahren baute Butin in Nertschinsk einen Palast im maurisch-gotischen Stil, der ein ganzes Stadtviertel ausfüllte und in dem er mit seiner Familie lebte. Dazu gehörte ein Park mit Grotten, Pavillons, Skulpturen, einem Gewächshaus und diversen Wirtschaftsgebäuden. Im Palast befand sich ein Museum und eine Bibliothek mit Werken in 4 Sprachen, Karten, Marmorskulpturen und Porzellan sowie  ein Festsaal mit Spiegeln aus der Weltausstellung Paris 1878, an der er teilgenommen hatte.
Butin spendete Geld für die Eröffnung eines Gymnasiums, einer Musikschule, einer Apotheke und einer Druckerei in Nertschinsk. Er finanzierte die Geistliche Schule und den Bau der Auferstehungskathedrale in Nertschinsk.
1870 rüstete Butin auf eigene Kosten die Nertschinsk-Tianjin-Expedition nach China aus. Er beteiligte sich an Handelsvorschlägen für den Russland-China-Vertrag 1881.
In den 1880er Jahren geriet die Firma Butin in wirtschaftliche Schwierigkeiten aufgrund von Ernteausfällen und Dürren, die das Goldwaschen behinderten. Der größte Teil des Butin-Kapitals waren Moskauer, Nischni Nowgoroder und ausländische Kredite. Moskauer und Irkutsker Kaufleute, zu deren Rechtsvertretern der Rechtsanwalt Lew Alexandrowitsch Michelson gehörte, forderten ihre Kredite zurück, stellten das Handelshaus Butin unter Zwangsverwaltung und verkauften die wichtigsten Unternehmen mit Berechnung hoher Verwaltungshonorare, wobei den Beteiligten und Michelson persönliche Bereicherung unterstellt wurde. Die Brüder Butin wurden praktisch ruiniert, so dass Butin nach dem Tode seines Bruders Nikolai die Firma 1892 auflöste.
Butin war 1881–1884, 1894 und 1898 Mitglied der Irkutsker Stadtduma. Er betätigte sich als Schriftsteller, Wissenschaftler und Sammler. Er veröffentlichte eine Reihe von Artikeln zur regionalen Wirtschaft. Seine Arbeit über Sibirien und die dortigen Gerichte vor den Reformen erschien 1898 und 1900 in St. Petersburg. Er lebte in Irkutsk und kehrte vor seinem Tode nach Nertschinsk zurück.

## Ehrungen
- Orden der Heiligen Anna III. Klasse
- Sankt-Stanislaus-Orden III. Klasse, II. Klasse
- Goldmedaille der Gesellschaft der Freunde der Naturwissenschaft, Anthropologie und Ethnographie
- Große Silbermedaille der Weltausstellung Paris 1878
- Silbermedaille der Russischen Geographischen Gesellschaft[2]